# Уйманов, Владимир Викторович
Владимир Викторович Уйманов (род. 16 августа 1975, Череповец, Вологодская область) — российский хоккеист, нападающий.

## Биография
Воспитанник череповецкого хоккея, с сезона 1992/93 стал играть за череповецкий «Металлург» и «Металлург-2» (с 1994 года — «Северсталь»). В рамках прохождения армейской службы в 1996 году перешёл в «Динамо-Энергию» Екатеринбург, в январе 1998 вернулся в «Северсталь». В конце следующего сезона вернулся в «Динамо-Энергию», затем играл за ярославские «Торпедо» и «Торпедо-2» (1999), «Сибирь» Новосибирск (1999/2000 — 2000/01).